# Малахі бен-Яків га-Коген
Малахі бен-Яків га-Коген (невід. — до 1790) — видатний талмудист XVIII століття, один з останніх раввинських авторитетів в Італії, був даяном в Ліворно. 
рабин

Під час суперечки між Ейбеншютцем і Емденом про амулети Малахі висловився категорично на користь першого. Популярність Малахі ґрунтується на його праці «Джад Малахія» виданій в Ліворно у 1767 році, перевиданій в Берліні у 1856 році і Пшемислі в 1877 році. «Джад Малахія» — методологічний твір з Талмуда, з алфавітним переліком всіх талмудичних правил і технічних термінів, релігійних кодексів і раввинских рішень (з поясненням деяких основних принципів, службовим керівництвом при складанні респонсів). Малахі автор «Schibche Todah», виданої в Ліворно у 1744 році, молитов на 22-е шеват, в який ліворнські євреї дотримуються посту.